# بوروندای
بوروندای (به قزاقی: Burunday) یک منطقهٔ مسکونی در قزاقستان است که در استان آلماتی واقع شده‌است.